# Sant Miquel de Fígols
Sant Miquel és una església ruïnosa al despoblat de Peguera dins del terme municipal de Fígols, al Berguedà. L'edifici està catalogat com a patrimoni immoble al mapa de patrimoni de la Generalitat de Catalunya amb el número IPAC-3288. Era un edifici dedicat al culte cristià que en l'actualitat està en desús i en mal estat de conservació. Al costat hi ha un cementiri adjunt. El parament és de pedra irregular, sense treballar, disposada en fileres. Només es conserven els murs dins una alçada màxima d'un pis, tot i que la majoria no arriben al mig metre d'alçada. L'entorn és ple de conreus, pastures i boscos. Hi ha notícies històriques del Castell de Peguera entre el 1068 i el 1095. A partir del Segle XII hi ha documents històric sobre el lloc de Peguera.